# All Star Pro-Wrestling
All Star Pro-Wrestling (オールスター・プロレスリング Ōru Sutā Puro-Resuringu?) es un videojuego de lucha libre profesional exclusivo para Japón desarrollado y distribuido por Squaresoft el 8 de julio de 2000, para la PlayStation 2. Este fue el primer juego de lucha libre publicado en esta plataforma.
All Star Pro-Wrestling fue lanzado en un período en el cual Square procuró diversificar su catálogo produciendo varios juegos de no imitación para la PlayStation 2. El juego se caracterizó por su control basándose exclusivamente en los pads analógicos del Dual Shock 2, aunque un segundo modo normal utilizando los botones también fue disponible. Si bien la calidad de los gráficos del juego fueron aclamadas y las ventas eran buenas durante el mes de su lanzamiento, el control fue recibido negativamente por los críticos, consideraron que era inadecuado y no intuitivo. Sin embargo, el juego dio lugar a dos secuelas en los años siguientes.

## Jugabilidad
All Star Pro-Wrrestling es basado en lucha libre japonesa en vez de americana. El juego puede ser jugado en varios modos seleccionados en el menú "Match Make"; éstos incluyen partidos de exposición, campeonatos, torneos o ligas separadas por peso. Según el modo elegido, diferentes rings de lucha libre se pueden elegir a una batalla, así como el árbitro y el límite de tiempo. 26 luchadores verídicos están al principio disponibles, especialmente Keiji Mutoh, Don Frye, Antonio Inoki y Masahiro Chono.
Cada batalla comienza con la secuencia de entrada de los luchadores, dos tipos de controles se pueden elegir en la lucha. El valor por defecto se utiliza el Dual Shock 2 de pads exclusivamente analógicos; el izquierdo es utilizado para movimientos y el derecho para ataques. 

## Secuelas
Una secuela llamada All Star Pro-Wrestling II fue lanzada en 2001 para la PlayStation 2. Esta abordó la cuestión de los controles mediante la sustitución con uno nuevo, más estándar de sistema de batalla, y presentado tres federaciones de lucha libre japonesas verídicas: New Japan Pro Wrestling, Pro Wrestling NOAH y Pro Wrestling ZERO1. Una tercera instalación All Star Pro-Wrestling III fue lanzada en 2003 para la misma plataforma.